# Alegeri prezidențiale în Republica Moldova, 2012
Alegeri prezidențiale în Republica Moldova s-au desfășurat la 16 martie 2012. Alegerile au fost câștigate de către unicul canditat pentru funcția de preșdinte al republicii - Nicolae Timofti, președintele Consiliului Superior al Magistraturii din Republica Moldova, înaintat de Alianța pentru Integrare Europeană .
Nr. de deputați: 101

Participanți la vot: 62

Nr. de voturi valabile: 62

| Candidat        | Partid | Voturi |
| --------------- | ------ | ------ |
| Nicolae Timofti | -      | 62     |